# La Balouta
La Balouta es un despoblado español situado en el término municipal de Carucedo, en la provincia de León, comunidad autónoma de Castilla y León.

## Toponimia
El topónimo Balouta procede de las palabras latinas vallis más alta —en latín, el sustantivo vallis es femenino—, con el significado de valle alto.

## Geografía física
Ubicación
La Balouta está situado en la embocadura de una estrecha garganta, en una vallina a dos kilómetros al oeste de Las Médulas, cerca del límite con el término municipal de Puente de Domingo Flórez. Su territorio está representado en la hoja MTN50 (escala 1:50 000) 191 del Mapa Topográfico Nacional.
| Noroeste: Peñarrubia        | Norte: Lago de Carucedo | Noreste: Las Médulas |
| Oeste: Pardollán            |                         | Este: Las Médulas    |
| Suroeste Salas de la Ribera | Sur: Vega de Yeres      | Sureste: Yeres       |

## Naturaleza
Entre la vegetación existente en la vallina destaca el almez, árbol de climas suaves, que cuenta en La Balouta con una de sus principales manifestaciones en el Bierzo, y distintos endemismos rupícolas sobre los acantilados calizos. A nivel mineralógico, en su entorno hay presencia de calcita espática, calcitas bandeadas y fibrorradiadas, mientras que en las pizarras se localizaron fósiles de graptolitos.

## Historia
Pascual Madoz, en su Diccionario geográfico-estadístico-histórico de España y sus posesiones de Ultramar, describía el lugar (entonces escrito como La Valouta) como un barrio de Las Médulas, de la que dependía para todo, dentro del partido judicial de Ponferrada. Constaba de ocho casas con cubierta de paja y su población era de 30 habitantes.
En 1889, José Castaño Posse lo citaba en su obra Una excursión por Las Médulas como pueblo insignificante, asentado entre dos altos muros de rocas. Se componía de poco más de media docena de casas, en las cuales vivían otros tantos vecinos, y cultivaban lino y centeno. En 1950 contaba con 22 habitantes y en 1960 su población ascendía a 27 habitantes. Desde 1973 se encuentra despoblado.

## Patrimonio
En su entorno se encuentra la cueva de la Palomera (también conocida como Palombera o Palombeira), un túnel excavado por los romanos en esquisto pizarroso para evacuar los estériles (lodos arcillosos y cantos rodados) procedentes de la mina de Las Médulas, evitando así colmatar la garganta de La Balouta, ya que ello derivaría en una pérdida de la pendiente necesaria para la evacuación hacia el Sil. Su embocadura está derrumbada, mientras que su desembocadura está inundada, ya que se represó en 1980 para abastecer de agua a Salas de la Ribera.